# Haus in der Shore Street (Bowmore)

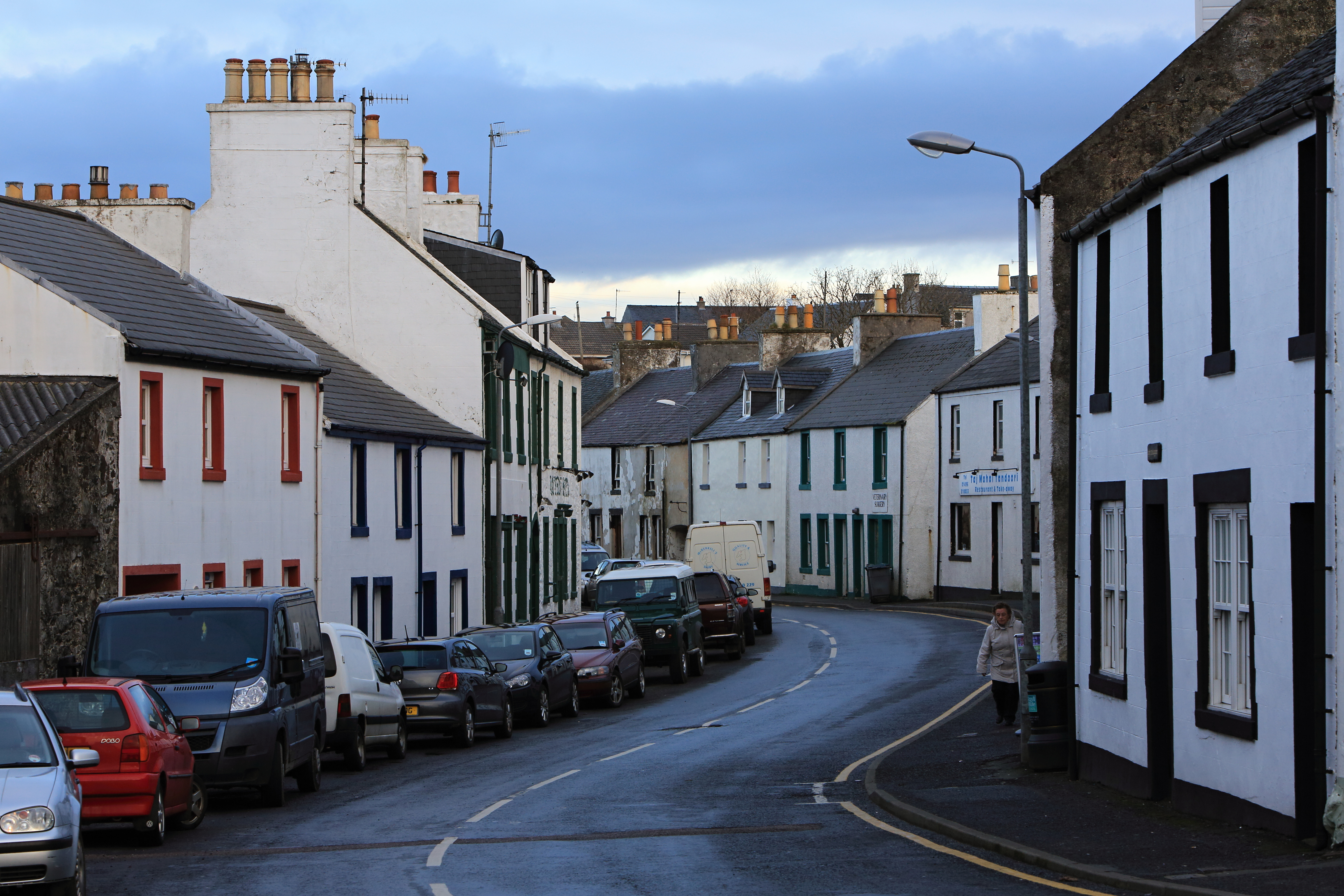
Blick entlang der Shore Street. Beschrieben ist das Gebäude rechts der Bildmitte mit den grün abgesetzten Fenstereinfassungen.

Das Wohn- und Geschäftshaus befindet sich in der Shore Street in Bowmore, dem Hauptort der schottischen Hebrideninsel Islay. Es liegt am westlichen Ende der Shore Street, auf welcher die A846 durch Bowmore verläuft. Hausnummern wurden in diesem Teil der Straße nicht vergeben. 1971 wurde das Gebäude in die schottischen Denkmallisten in der Kategorie B aufgenommen.

## Beschreibung
Der exakte Bauzeitpunkt des Gebäudes ist nicht überliefert, sodass nur das spätere 18. Jahrhundert als Bauzeitraum angegeben werden kann. Es gehört somit zu den frühen Gebäuden der um 1770 gegründeten Planstadt, die in der Nähe der Küstenlinie von Loch Indaal errichtet wurden. Das zweistöckige Gebäude entspricht der traditionellen Bauweise. Das aus Bruchstein gebaute Haus besitzt zwei Eingangstüren. Diese sind von vier Fenstern im Erdgeschoss und drei im Obergeschoss umrahmt. Es schließt mit einem schiefergedeckten Satteldach ab. Die Fassaden sind verputzt. An der Rückseite wurde später ein einstöckiger Anbau mit ausgebautem Dachgeschoss hinzugefügt. Dort befindet sich eine Wendeltreppe mit einem halbkonischen Dach.